# Діоген Селевкійський
Діоген Селевкійський (дав.-гр. Διογένης; 2-й століття до н. е.) — епікурейський філософ, котрого іноді плутають з Діогеном Вавилонським, котрий також був родом з Селевкії на Тигрі. Він жив при селевкідському дворі і товаришував з базилевсом Александром I Баласом,  сином Антіоха IV Епіфана. Афіней розповідав, що Діоген попросив у басилевса пурпурову мантію та золотий вінець із зображенням богині Чесноти, бо він хотів стати її жерцем. Басилевс погодився, подарувавши філософу ще один золотий вінок. Діоген був закоханий в атрису-лісіодку і подарував їй вінок та мантію. Дізнавшись про це, Александр запросив Діогена до себе на бенкет. Коли Діоген прийшов, то басилевс сказав одягнути його подарунки. Але філософ відмовився, сказавши що він може сплюндрувати священні речі. Тоді басилевс запросив танцівниць, серед яких була коханка філософа у мантії та вінку. Але Діоген не збентежився і почав хвалити актрису.
Наступник Александра, Антіох наказав вбити філософа, бо не міг терпіти його лихослів'я. Питання хто був цим Антіохом дискусійне. Наступником Александра був його син Антіох VI Діоніс Епіфан, але він помер ще в дитинстві і влада належала його регенту Діодоту Трифону. Тому існує версія, що філософа наказав вбити Антіох VII Сідет.